# Уоли Хикъл
Уолтър Джоузеф Хикъл (на английски: Walter Joseph Hickel) е американски политик от Републиканската партия и Партията за независимост на Аляска.

## Биография
Той е роден на 18 август 1919 година в Елинуд, Канзас. През 1966 година става втория губернатор на Аляска, но през 1969 година напуска поста и до 1970 година е вътрешен министър в администрацията на президента Ричард Никсън.
През 1990 – 1994 година отново е губернатор на Аляска. Уоли Хикъл умира на 7 май 2010 година в Анкъридж, столицата на Аляска.